# Бабот, Жоан
Жоан Бабот Саус (Сан-Жоан-Деспи, 19 сентября 1918 — 16 марта 1997) — бывший испанский футболист. Он играл на позиции защитник.

## Биография
Он начал карьеру в клубе в своем родном городе Сан-Жоан-Деспи, а затем перешёл в академию «Барселоны» в 1932 году. Во время Гражданской войны он играл за основную команду «Барселону» и стал одним из участников турне по Северной Америке, где провёл 14 матчей против команд из Мексики и США. После этого турне Бабот оказался одним из немногих футболистов, вернувшихся домой. За эти годы он выиграл Средиземноморскую лигу, Каталонскую лигу и чемпионат Каталонии.
С 1940 по 1942 год он выступал за мадридский клуб «Ферровиария» во Втором дивизионе. В 1942 году он вернулся в Каталонию и стал игроком «Химнастик», где за шесть сезонов прошёл путь из Четвёртого дивизиона в Первый дивизион, став капитаном команды. В сезоне 1947/48 он сыграл за «Химнастик» 25 матчей в элите и забил один гол. В 1948 году он сыграл матч за сборную Каталонии по футболу.
Также он выступал за «Реал Вальядолид», за который провёл три сезона и сыграл 77 матчей в Первом дивизионе. В июне 1950 года он подписал контракт с «Атлетико Мадрид». В этом же году вернулся в «Реал Вальядолид», не сумев зарекомендовать себя в мадриской команде. В феврале 1951 года он был вызван в сборную Испании, но не дебютировал за команду.
В 1951 году, в возрасте 33 лет, он подписал контракт с «Эспаньолом», где почти не выходил на поле, сыграв всего 3 матча в чемпионате и забив один гол. Перед завершением сезона он отправился в аренду в «Сант-Андреу», где присоединился к другим испанским игрокам, таким как Антони Круэльяс и Давид Касамитьяна. В 1953 году он завершил свою игровую карьеру.

## Достижение
- Средиземноморская футбольная лига:
  - 1936/37
- Чемпионат Каталонии по футболу:
  - 1937/38
- Каталонская футбольная лига:
  - 1937/38